# Campionati asiatici di lotta 2023
I Campionati asiatici di lotta 2023 sono stati la 36ª edizione della manifestazione continentale organizzata dalla FILA. Si sono svolti dal 9 al 14 aprile 2023 presso il Zhaksylyk Ushkempirov Martial Arts Palace di Astana, in Kazakistan.

## Classifica squadre
| Pos. | Lotta libera maschile | Lotta libera maschile | Lotta greco-romana | Lotta greco-romana | Lotta libera femminile | Lotta libera femminile |
| Pos. | Squadra               | Punti                 | Squadra            | Punti              | Squadra                | Punti                  |
| ---- | --------------------- | --------------------- | ------------------ | ------------------ | ---------------------- | ---------------------- |
| 1    | Kazakistan            | 179                   | Iran               | 196                | Giappone               | 205                    |
| 2    | Giappone              | 129                   | Kirghizistan       | 166                | Cina                   | 149                    |
| 3    | Iran                  | 124                   | Kazakistan         | 160                | India                  | 143                    |
| 4    | Uzbekistan            | 120                   | Uzbekistan         | 121                | Kazakistan             | 141                    |
| 5    | Mongolia              | 118                   | Giappone           | 116                | Uzbekistan             | 119                    |
| 6    | Kirghizistan          | 109                   | India              | 115                | Mongolia               | 117                    |
| 7    | India                 | 99                    | Cina               | 100                | Kirghizistan           | 101                    |
| 8    | Cina                  | 91                    | Corea del Sud      | 66                 | Taipei cinese          | 48                     |
| 9    | Bahrein               | 61                    | Turkmenistan       | 38                 | Corea del Sud          | 41                     |
| 10   | Corea del Sud         | 46                    | Tagikistan         | 28                 | Vietnam                | 18                     |

## Podi

### Lotta libera maschile
| Evento | Oro                            | Argento                    | Bronzo                           |
| 57 kg  | Aman Sehrawat (IND)            | Almaz Smanbekov (KGZ)      | Rikuto Arai (JPN)                |
| 57 kg  | Aman Sehrawat (IND)            | Almaz Smanbekov (KGZ)      | Rakhat Kalzhan (KAZ)             |
| 61 kg  | Taiyrbek Zhumashbek Uulu (KGZ) | Liu Minghu (CHN)           | Tümenbilegiin Tüvshintulga (MGL) |
| 61 kg  | Taiyrbek Zhumashbek Uulu (KGZ) | Liu Minghu (CHN)           | Yasin Rezaei (IRN)               |
| 65 kg  | Rahman Amouzad (IRN)           | Tömör-Ochiryn Tulga (MGL)  | Ryoma Anraku (JPN)               |
| 65 kg  | Rahman Amouzad (IRN)           | Tömör-Ochiryn Tulga (MGL)  | Ulukbek Zholdoshbekov (KGZ)      |
| 70 kg  | Sanzhar Doszhanov (KAZ)        | Zafarbek Otakhonov (UZB)   | Orozobek Toktomambetov (KGZ)     |
| 70 kg  | Sanzhar Doszhanov (KAZ)        | Zafarbek Otakhonov (UZB)   | Yoshinosuke Aoyagi (JPN)         |
| 74 kg  | Darkhan Yessengali (KAZ)       | Kirin Kinoshita (JPN)      | Olonbayaryn Süldkhüü (MGL)       |
| 74 kg  | Darkhan Yessengali (KAZ)       | Kirin Kinoshita (JPN)      | Magomedrasul Asluev (BHR)        |
| 79 kg  | Bolat Sakayev (KAZ)            | Bekzod Abdurakhmonov (UZB) | Deepak Mirka (IND)               |
| 79 kg  | Bolat Sakayev (KAZ)            | Bekzod Abdurakhmonov (UZB) | Amir Hossein Kavousi (IRN)       |
| 86 kg  | Azamat Dauletbekov (KAZ)       | Alireza Karimi (IRN)       | Bobur Islomov (UZB)              |
| 86 kg  | Azamat Dauletbekov (KAZ)       | Alireza Karimi (IRN)       | Hayato Ishiguro (JPN)            |
| 92 kg  | Arash Yoshida (JPN)            | Rizabek Aitmūqan (KAZ)     | Ganbaataryn Gankhuyag (MGL)      |
| 92 kg  | Arash Yoshida (JPN)            | Rizabek Aitmūqan (KAZ)     | Magomed Sharipov (BHR)           |
| 97 kg  | Akhmed Tazhudinov (BHR)        | Habila Awusayiman (CHN)    | Makhsud Veysalov (UZB)           |
| 97 kg  | Akhmed Tazhudinov (BHR)        | Habila Awusayiman (CHN)    | Mojtaba Goleij (IRN)             |
| 125 kg | Mönkhtöriin Lkhagvagerel (MGL) | Yusup Batirmurzaev (KAZ)   | Buheerdun (CHN)                  |
| 125 kg | Mönkhtöriin Lkhagvagerel (MGL) | Yusup Batirmurzaev (KAZ)   | Anirudh Gulia (IND)              |

### Lotta greco-romana maschile
| Evento | Oro                          | Argento                         | Bronzo                       |
| 55 kg  | Pouya Dadmarz (IRI)          | Rupin Gahlawat (IND)            | Amangali Bekbolatov (KAZ)    |
| 55 kg  | Pouya Dadmarz (IRI)          | Rupin Gahlawat (IND)            | Ikhtiyor Botirov (UZB)       |
| 60 kg  | Zholaman Sharshenbekov (KGZ) | Chung Han-jae (KOR)             | Maito Kawana (JPN)           |
| 60 kg  | Zholaman Sharshenbekov (KGZ) | Chung Han-jae (KOR)             | Cao Liguo (CHN)              |
| 63 kg  | Iman Mohammadi (IRI)         | Shermukhammad Sharibjanov (UZB) | Neeraj Chhikara (IND)        |
| 63 kg  | Iman Mohammadi (IRI)         | Shermukhammad Sharibjanov (UZB) | Mukhamedali Mamurbek (KAZ)   |
| 67 kg  | Abror Atabaev (UZB)          | Kyotaro Sogabe (JPN)            | Razzak Beishekeev (KGZ)      |
| 67 kg  | Abror Atabaev (UZB)          | Kyotaro Sogabe (JPN)            | Almat Kebispayev (KAZ)       |
| 72 kg  | Ibragim Magomadov (KAZ)      | Sajjad Imentalab (IRI)          | Adilkhan Nurlanbekov (KGZ)   |
| 72 kg  | Ibragim Magomadov (KAZ)      | Sajjad Imentalab (IRI)          | Vikas Dalal (IND)            |
| 77 kg  | Akzhol Makhmudov (KGZ)       | Amin Kavianinejad (IRI)         | Kodai Sakuraba (JPN)         |
| 77 kg  | Akzhol Makhmudov (KGZ)       | Amin Kavianinejad (IRI)         | Liu Rui (CHN)                |
| 82 kg  | Akylbek Talantbekov (KGZ)    | Dias Kalen (KAZ)                | Yuya Maeta (JPN)             |
| 82 kg  | Akylbek Talantbekov (KGZ)    | Dias Kalen (KAZ)                | Alireza Mohmadi (IRI)        |
| 87 kg  | Nasser Alizadeh (IRI)        | Nursultan Tursynov (KAZ)        | Sunil Kumar (IND)            |
| 87 kg  | Nasser Alizadeh (IRI)        | Nursultan Tursynov (KAZ)        | Jalgasbay Berdimuratov (UZB) |
| 97 kg  | Mehdi Bali (IRI)             | Uzur Dzhuzupbekov (KGZ)         | Olzhas Syrlybay (KAZ)        |
| 97 kg  | Mehdi Bali (IRI)             | Uzur Dzhuzupbekov (KGZ)         | Yuta Nara (JPN)              |
| 130 kg | Amin Mirzazadeh (IRI)        | Meng Lingzhe (CHN)              | Roman Kim (KGZ)              |
| 130 kg | Amin Mirzazadeh (IRI)        | Meng Lingzhe (CHN)              | Alimkhan Syzdykov (KAZ)      |

### Lotta libera femminile
| Evento | Oro                        | Argento                     | Bronzo                       |
| 50 kg  | Remina Yoshimoto (JPN)     | Jasmina Immaeva (UZB)       | Cheon Mi-ran (KOR)           |
| 50 kg  | Remina Yoshimoto (JPN)     | Jasmina Immaeva (UZB)       | Feng Ziqi (CHN)              |
| 53 kg  | Akari Fujinami (JPN)       | Antim Panghal (IND)         | Aktenge Keunimjaeva (UZB)    |
| 53 kg  | Akari Fujinami (JPN)       | Antim Panghal (IND)         | Bat-Ochiryn Bolortuyaa (MGL) |
| 55 kg  | Pang Qianyu (CHN)          | Chinboldyn Otgontuyaa (MGL) | Marina Sedneva (KAZ)         |
| 55 kg  | Pang Qianyu (CHN)          | Chinboldyn Otgontuyaa (MGL) | Rino Kataoka (JPN)           |
| 57 kg  | Sae Nanjo (JPN)            | Laylokhon Sobirova (UZB)    | Nilufar Raimova (KAZ)        |
| 57 kg  | Sae Nanjo (JPN)            | Laylokhon Sobirova (UZB)    | Anshu Malik (IND)            |
| 59 kg  | Yui Sakano (JPN)           | Zhuomalaga (CHN)            | Kalmira Bilimbek Kyzy (KGZ)  |
| 59 kg  | Yui Sakano (JPN)           | Zhuomalaga (CHN)            | Non assegnato                |
| 62 kg  | Aisuluu Tynybekova (KGZ)   | Pürevdorjiin Orkhon (MGL)   | Sonam Malik (IND)            |
| 62 kg  | Aisuluu Tynybekova (KGZ)   | Pürevdorjiin Orkhon (MGL)   | Nonoka Ozaki (JPN)           |
| 65 kg  | Long Jia (CHN)             | Mahiro Yoshitake (JPN)      | Manisha Bhanwala (IND)       |
| 65 kg  | Long Jia (CHN)             | Mahiro Yoshitake (JPN)      | Non assegnato                |
| 68 kg  | Ami Ishii (JPN)            | Nisha Dahiya (IND)          | Yelena Shalygina (KAZ)       |
| 68 kg  | Ami Ishii (JPN)            | Nisha Dahiya (IND)          | Zhou Feng (CHN)              |
| 72 kg  | Zhamila Bakbergenova (KAZ) | Sumire Niikura (JPN)        | Enkh-Amaryn Davaanasan (MGL) |
| 72 kg  | Zhamila Bakbergenova (KAZ) | Sumire Niikura (JPN)        | Reetika Hooda (IND)          |
| 76 kg  | Elmira Syzdykova (KAZ)     | Aiperi Medet Kyzy (KGZ)     | Wang Juan (CHN)              |
| 76 kg  | Elmira Syzdykova (KAZ)     | Aiperi Medet Kyzy (KGZ)     | Priya Malik (IND)            |

## Medagliere
| Pos.   | Paese         | Oro | Argento | Bronzo | Totale |
| ------ | ------------- | --- | ------- | ------ | ------ |
| 1      | Kazakistan    | 7   | 4       | 9      | 20     |
| 2      | Giappone      | 6   | 4       | 10     | 20     |
| 3      | Iran          | 6   | 3       | 4      | 13     |
| 4      | Kirghizistan  | 5   | 3       | 6      | 14     |
| 5      | Cina          | 2   | 4       | 6      | 12     |
| 6      | Uzbekistan    | 1   | 5       | 5      | 11     |
| 7      | India         | 1   | 3       | 10     | 14     |
| 8      | Mongolia      | 1   | 3       | 5      | 9      |
| 9      | Bahrein       | 1   | 0       | 2      | 3      |
| 10     | Corea del Sud | 0   | 1       | 1      | 2      |
| Totale | Totale        | 30  | 30      | 58     | 118    |